# Song for Love
Song for Love è una canzone del gruppo musicale statunitense Extreme, estratta come quinto e ultimo singolo dall'album Extreme II: Pornograffitti. 
Fu pubblicata nei primi mesi del 1992 solo per il mercato britannico, in seguito al successo riscosso dagli Extreme per la loro esibizione allo speciale Freddie Mercury Tribute Concert tenuto al Wembley Stadium di Londra. Il singolo ha raggiunto la posizione numero 12 della Official Singles Chart nel Regno Unito.
Come lato B in alcune edizioni del singolo è stata inserita una cover di Love of My Life dei Queen registrata dagli Extreme in studio assieme a Brian May.

## Tracce
7" Single A&M 390 684-7
1. Song for Love – 4:40
2. Sex N' Love – 2:41

CD-Single A&M AMCD 698
1. Song for Love – 4:40
2. Love of My Life (con Brian May) – 4:31

CD Maxi A&M 390 684-2
1. Song for Love – 4:40
2. Get the Funk Out (Remix) – 6:57
3. Sex N' Love – 2:41

## Classifiche
| Classifica (1992) | Posizione massima |
| ----------------- | ----------------- |
| Irlanda           | 18                |
| Regno Unito       | 12                |